# Igreja de Todos os Santos (Renhold)

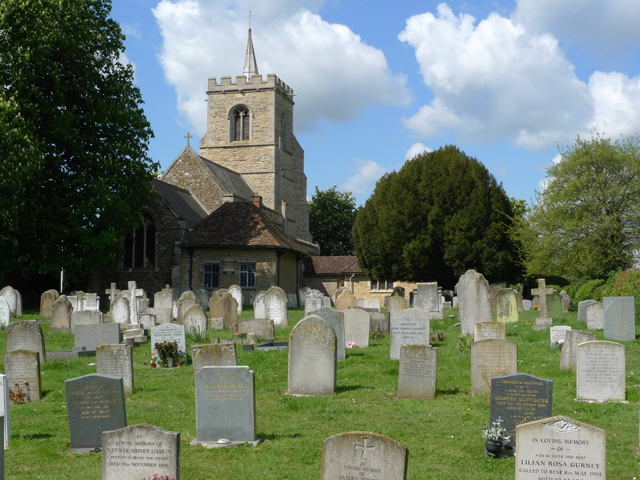
Igreja de Todos os Santos, Renhold

A Igreja de Todos os Santos é uma igreja listada como Grau I em Renhold, Bedfordshire, Inglaterra. Tornou-se um edifício listado no dia 13 de julho de 1964.